# Guo Haowen
Guo Haowen (郭昊文S, Guō HàowénP; Qingdao, 31 gennaio 2000) è un cestista cinese.

## Carriera

### Nazionale
Nel 2019 ha disputato il Mondiale Under-19, dove è stato il quarto miglior marcatore della manifestazione, facendo anche segnare la prima tripla doppia di un giocatore asiatico nella storia del torneo.